# 陈肇元
陈肇元（1931年10月1日—2020年6月25日），男，浙江宁波人，中国土木工程和防护工程专家，清华大学原土木工程系主任，中国工程院院士。长期从事混泥土结构、材料、工艺、防护方面的研究。

## 生平
1931年10月1日出生于浙江省宁波市。1952年，毕业于清华大学土木工程系。毕业后留校任教，历任清华大学教授、土木工程系主任，2002年至2006年，任中国工程院土木水利与建筑工程学部学部主任。
2020年6月25日，因病于北京逝世，享年89岁。

## 社会兼职
曾任中国土木工程学会理事、副理事长，中国防护工程学会副理事长，中国土木工程学报主编，中国防护工程学报副主编。

## 奖项和荣誉
1984年，获国家中青年有突出贡献专家。1988年，获中国国防科工委献身科技事业荣誉奖章。1997年，当选为中国工程院院士。